# Mistrzostwa Polski w Łyżwiarstwie Szybkim w Wieloboju 2023
Mistrzostwa Polski w Łyżwiarstwie Szybkim w Wieloboju 2023 odbyły się w dniach 28–29 stycznia 2023 r. na torze Arena Lodowa w Tomaszowie Mazowieckim razem z mistrzostwami Polski w wieloboju sprinterskim.

## Wyniki

### Kobiety
| Pozycja | Zawodniczka         | Klub                          | 500 m     | 3000 m      | 1500 m      | 5000 m      | Suma pkt. | Strata  |
| ------- | ------------------- | ----------------------------- | --------- | ----------- | ----------- | ----------- | --------- | ------- |
| 01 !    | Magdalena Czyszczoń | AZS AWF Katowice              | 42.57 (4) | 4:18.37 (1) | 2:03.97 (2) | 7:22.36 (1) | 171.190   | –       |
| 02 !    | Natalia Jabrzyk     | KS Pilica Tomaszów Mazowiecki | 40.81 (1) | 4:28.17 (2) | 2:02.41 (1) | 7:49.65 (2) | 173.273   | +2.083  |
| 03 !    | Maja Płończyk       | AZS AWF Katowice              | 41.74 (3) | 4:40.32 (5) | 2:11.32 (6) | 8:16.35 (3) | 181.868   | +10.678 |

### Mężczyźni
| Pozycja | Zawodnik         | Klub                         | 500 m     | 5000 m      | 1500 m      | 10000 m      | Suma pkt. | Strata |
| ------- | ---------------- | ---------------------------- | --------- | ----------- | ----------- | ------------ | --------- | ------ |
| 01 !    | Szymon Palka     | KS ARENA Tomaszów Mazowiecki | 37.43 (1) | 6:47.82 (1) | 1:51.51 (1) | 13:56.83 (1) | 157.223   | –      |
| 02 !    | Artur Janicki    | UKS Błyskawica Domaniewice   | 38.21 (2) | 7:00.33 (2) | 1:54.15 (6) | 14:32.30 (3) | 161.908   | +4.685 |
| 03 !    | Roch Maliczowski | SKŁ Górnik Sanok             | 38.33 (3) | 7:09.35 (4) | 1:55.35 (9) | 15:13.62 (4) | 165.396   | +8.173 |